# Echium auberianum
Echium auberianum Webb & Berthel., conocida como tajinaste picante, es una especie de planta perenne perteneciente a la familia Boraginaceae originaria de la Macaronesia.

## Descripción
Planta perenne con un tallo corto y leñoso que vive varios años antes de florecer. Las hojas, que forman una roseta basal, son lineares u oblongo-lanceoladas y están cubiertas por un indumento de cerdas largas y amarillentas. Las flores son de color azul y se disponen en una larga inflorescencia de forma piramidal de hasta un metro de altura. La floración se produce en primavera.
La floración se produce entre mayo y junio, fructificando en julio-agosto.
E. auberianum hibrida en estado natural con E. wildpretii, dando como resultado al nototaxón Echium x hermanni Martín Osorio & Wildpret.

## Distribución y hábitat
Es una planta endémica de la isla de Tenerife ―Canarias, España―, desarrollándose en la zona de alta montaña desde los 1900 hasta los 2800 m s. n. m., en terrenos de escorias volcánicas y piedra pómez del entorno de las Cañadas del Teide.
Forma parte de los retamares de cumbre tinerfeños dominados por Spartocytisus supranubius y Erysimum scoparium.

## Evolución, filogenia y taxonomía
La especie surge hace cerca de 2 millones de años durante el Pleistoceno, estando estrechamente emparentada con E. gentianoides.
Fue recolectada por primera vez por Francis Masson en 1778, reconociéndola Daniel Solander como una nueva especie —Echium mordax―. No obstante, permaneció sin describir hasta que fue redescubierta por Pierre Alexander Auber alrededor de 1830, siendo finalmente descrita y publicada por Philip Barker Webb y Sabin Berthelot en Histoire Naturelle des Îles Canaries en 1844.
Etimología
Echium: nombre genérico que deriva del griego echion, derivado de echis que significa víbora, por la forma triangular de las semillas que recuerda vagamente a la cabeza de una víbora.
auberianum epíteto dedicado al botánico francés Pierre Alexander Auber, director del Jardín Botánico Nacional de Cuba, que recolectó en Canarias.
Sinonimia
- Echium bourgeauanum Webb ex Christ.[14]

## Importancia económica y cultural
Se trata de una planta que posee interés apícola.

## Estado de conservación
La especie se encontraba incluida como Vulnerable en la Lista Roja de la UICN, y como «sensible a la alteración de su hábitat» en el derogado Catálogo de Especies Amenazadas de Canarias. Sin embargo, fue descatalogada en el nuevo Catálogo Canario de Especies Protegidas aprobado en 2010 debido a la abundancia relativa de la especie y a su estabilidad demográfica.
Está estrictamente protegida por la Orden de 20 de febrero de 1991, sobre protección de especies de la flora vascular silvestre de la Comunidad Autónoma de Canarias, incluyéndose en su Anexo I.

## Nombres comunes
Es conocida popularmente como tajinaste picante, apareciendo también con la denominación de tajinaste azul del Teide en algunos textos de divulgación.